# Shinee World 2014
Shinee World 2014 (promovida como SHINee WORLD 2014 ～I'm Your Boy～) é a terceira turnê nacional pelo Japão — sexta no total — do boy group sul-coreano Shinee para promover o seu terceiro álbum de estúdio em japonês, I'm Your Boy. A turnê começará em Chiba em 28 de setembro de 2014 e terminará em Kobe em 14 de dezembro de 2014.

## Historia
Foi anunciado em 12 de abril de 2014 que Shinee iria embarcar em sua terceira turnê nacional pelo Japão a partir 28 de setembro de 2014 com um total de 13 apresentações, em Chiba, Shizuoka, Gunma, Tochigi, Oita, Nagasaki, Nagano, Ishikawa, Mie, Saitama e Okayama. Em 30 de maio de 2014, foi anunciado que Shinee também iria realizar a turnê com mais 17 apresentações em Hiroshima, Niigata, Nagoya, Fukuoka, Sapporo, Tóquio, Osaka e Kobe. A turnê será dividida em duas partes de acordo com o local, excursão e turnê, a partir de 28 de setembro de 2014 e terminará em 14 de dezembro de 2014, com um total de 30 apresentações.

## Datas
| Data                   | Cidade    | País      | Local                             |
| Hall Tour              | Hall Tour | Hall Tour | Hall Tour                         |
| ---------------------- | --------- | --------- | --------------------------------- |
| 28 de setembro de 2014 | Chiba     | Japão     | Ichihara City Hall                |
| 30 de setembro de 2014 | Shizuoka  | Japão     | Shizuoka City Hall                |
| 1 de outubro de 2014   | Gunma     | Japão     | Gunma City Hall                   |
| 2 de outubro de 2014   | Tochigi   | Japão     | Utsonomiya City Cultural Hall     |
| 8 de outubro de 2014   | Oita      | Japão     | Iichiko Cultural Center           |
| 9 de outubro de 2014   | Nagasaki  | Japão     | Nagasaki Brick Hall               |
| 11 de outubro de 2014  | Nagona    | Japão     | Hokuto Cultural Hall              |
| 12 de outubro de 2014  | Ishikawa  | Japão     | Hondanomori Hall                  |
| 13 de outubro de 2014  | Ishikawa  | Japão     | Hondanomori Hall                  |
| 15 de outubro de 2014  | Mie       | Japão     | Mie Center for the Arts           |
| 17 de outubro de 2014  | Shizuoka  | Japão     | Hamamatsu Act City                |
| 23 de outubro de 2014  | Saitama   | Japão     | Saitama Culture Center            |
| 27 de outubro de 2014  | Okayama   | Japão     | Kurashiki Civic Hall              |
| Arena Tour             |           |           |                                   |
| 1 de novembro de 2014  | Hiroshima | Japão     | Hiroshima Green Arena             |
| 2 de novembro de 2014  | Hiroshima | Japão     | Hiroshima Green Arena             |
| 8 de novembro de 2014  | Niigata   | Japão     | Toki Messe                        |
| 12 de novembro de 2014 | Nagoya    | Japão     | Nippon Gaishi Hall                |
| 13 de novembro de 2014 | Nagoya    | Japão     | Nippon Gaishi Hall                |
| 20 de novembro de 2014 | Fukuoka   | Japão     | Marine Messe Fukuoka              |
| 23 de novembro de 2014 | Sapporo   | Japão     | Makomanai Ice Arena               |
| 26 de novembro de 2014 | Tokyo     | Japão     | Yoyogi National Gymnasium         |
| 27 de novembro de 2014 | Tokyo     | Japão     | Yoyogi National Gymnasium         |
| 2 de dezembro de 2014  | Tokyo     | Japão     | Yoyogi National Gymnasium         |
| 3 de dezembro de 2014  | Tokyo     | Japão     | Yoyogi National Gymnasium         |
| 4 de dezembro de 2014  | Tokyo     | Japão     | Yoyogi National Gymnasium         |
| 9 de dezembro de 2014  | Osaka     | Japão     | Osaka Municipal Central Gymnasium |
| 10 de dezembro de 2014 | Osaka     | Japão     | Osaka Municipal Central Gymnasium |
| 11 de dezembro de 2014 | Osaka     | Japão     | Osaka Municipal Central Gymnasium |
| 13 de dezembro de 2014 | Kobe      | Japão     | World Memorial Hall               |
| 14 de dezembro de 2014 | Kobe      | Japão     | World Memorial Hall               |